# 騎馬民族征服王朝説
騎馬民族征服王朝説（きばみんぞくせいふくおうちょうせつ）とは、東北ユーラシア系の騎馬民族が、南朝鮮を支配し、やがて弁韓（任那）を基地として日本列島に入り、4世紀後半から5世紀に、大和地方の在来の王朝を支配し、それと合作して征服王朝として大和朝廷を立てたとする学説。単に騎馬民族説（きばみんぞくせつ）ともいう。
東洋史学者の江上波夫が、(1) 古墳文化の変容、(2) 『古事記』『日本書紀』などに見られる神話や伝承の内容、および、(3) 4世紀から5世紀にかけての東アジア史の大勢、この3つを総合的に解釈し、さらに (4) 騎馬民族と農耕民族の一般的性格を考慮に加えて唱えた、日本国家の起源に関する仮説である。
この説は戦後の日本古代史学界に大きな波紋を呼んだ。一般の人々や一部のマスメディアなどでは支持を集めたが、学界からは多くの疑問が出され、その反応は概して批判的であった。ことに考古学の立場からは厳しい批判と反論がよせられた。21世紀にあっては、この説を支持する専門家はごく少数にとどまっている。
なお、この説の批判者である白石太一郎や穴沢咊光は、騎馬民族による征服を考えなくても、騎馬文化の受容や倭国の文明化など社会的な変化は十分に説明可能であると主張している。

## 学説の概要
(1) 江上波夫は、古墳時代を「前期古墳文化」と「後期古墳文化」に分ける（江上のいう後期文化は通常の三区分による中期・後期に当たる）。そして、前期古墳文化と後期古墳文化とは根本的に異質であり、後期文化では古墳が巨大化するとともに、武具や馬具といった副葬品に示されるように騎馬民族文化との相同性が顕著になっていく。なおかつ、前者から後者への変化は急激なものであり、到底自然な推移とは考えられず、断絶がみられるのであって、ここには東北アジアの騎馬民族が朝鮮半島を経由して日本列島に侵入し、倭人を征服・支配して統一国家を樹立した事実が反映されている、とする。
『魏志倭人伝』における邪馬台国の記述には「牛馬なし」とあり、前期古墳文化にあっても倭国には牛馬が少なかったとみられるが、後期文化では馬の飼養がみられ、馬の埋葬事例や形象埴輪の馬も認められる。これは馬だけが大陸から渡来したのではなく、騎馬を常用とした民族が馬を伴って大陸から渡来したと考えなければ不自然であり、また、前期文化の古墳は、木棺または石棺を竪穴式石室に安置し、副葬品も銅鏡や銅剣などのように呪術的・平和的・宗教的（祭祀的）色彩が濃く南方的であるのに対し、後期文化の古墳は横穴式石室が大勢を占めるようになり、副葬品も武具・馬具が主体となるなど武人的・王侯貴族的・軍事的ないし現実的性格が強く、北方的であって、両者間には急激な変化が認められる。
(2) 記紀の神話・伝承には、騎馬民族のそれと同型のものが多い。とりわけ天孫降臨説話は、天皇家の祖先が朝鮮半島からまず九州地方北部に到来し、そこに日本列島での最初の拠点を置いた史実を根本にすえている、とみることができる。これが、いわば「第一次建国」である。そして、神武東征説話は、その勢力がさらに北九州から畿内へと進出し、統一的征服国家である「大和朝廷」を樹立したことを物語っている。これが「第二次建国」である。
実際の第一次建国者は、記紀に「ハツクニシラススメラミコト」と記載された崇神天皇である。崇神は「ミマキイリヒコ」とも称されているが、江上によれば、ここでいう「ミマキ」はミマナ（任那）の王という意味である。そして、崇神は4世紀初頭に北九州に入ったと推定している。第二次建国者は、記紀に北九州で生まれたと伝承される応神天皇であり、応神が古墳文化の中心地である畿内を征服した年代は4世紀末葉から5世紀初頭にかけてと推定する。
(3) 古代の東アジアにおいては、しばしば北方の騎馬民族が南下し、各地に農耕民族を支配した征服王朝を打ち立てていったが、三韓時代の南部朝鮮を広く支配したとみられる辰王も騎馬民族出身であったとみられる。この辰王の系譜を引く任那王が崇神天皇なのであり、崇神は北九州の地において「倭韓連合王国」の主となった。5世紀の倭国王が、宋などの中国南朝の諸王朝に対し再三にわたって朝鮮半島南部の支配権・軍事権を主張したのは、こうした事情によっている。
具体的には、大陸東北部にいた半農の騎馬民族のうち、南下した一部がいわゆる高句麗となり、さらにその一部が「夫余」の姓を名乗りつつ朝鮮半島南部に「辰国」を建て、またさらにその一部が百済として現地に残るが、一部は、加羅（任那）を基地とし、4世紀初めに対馬・壱岐を経由して九州北部（江上は、天孫降臨神話の日向を筑紫とみる）を征服し、「任那日本府」を倭王の直轄地とする「倭韓連合王国」をかたちづくった、崇神天皇が『古事記』に「ハツクニシラシシミマキノスメラミコト」、『日本書紀』に「ミマキイリヒコイニエノスメラミコト」と記録されているのは、その現れであり、さらにその勢力は、5世紀初めころに畿内の大阪平野に進出し、そこで数代勢威を振るって巨大古墳を造営し、その権威をもって、大和国にいた豪族との合作によって大和朝廷を成立したものとする。そして、7世紀の唐の朝鮮半島南部への進出によって（白村江の戦い）、日本がその出発点たる南部朝鮮の保有を断念するに及んで、大和朝廷は、日本の土地の古来からの伝統的王朝であるかのように主張し、そのように記紀を編纂したものであるとする。
なお、倭王武が、中国南朝宋に対して、使持節都督倭・新羅・百済・任那・加羅・秦韓・慕韓七国諸軍事安東大将軍と上表したが、ここに当時存在しないはずの秦韓（辰韓）・慕韓（馬韓）など三韓の国名を加える一方で、その一つである弁韓を加えていないことに江上は注目している。江上によれば、これは弁韓は倭王が現実に支配している任那そのものであるからあえて加える必要はないが、それ以外は、倭王がかつて三韓を支配した事実を主張したものだとみる。それが三韓（辰韓・馬韓・弁韓）の一部を統治した「辰王」であり、のちに唐王朝は「日本」なる名称を新たに名乗るようになった国家は、辰王朝が倭人を征服して成立した国家とみていたのだとする。
(4) 一般的にみて、農耕民族は自己の伝統的文化に固執する保守的な傾向が強く、他地域に対して征服活動を行う例に乏しいが、騎馬民族は進取の気性をもち、柔軟かつ積極的に異民族の文化を受容し、征服活動をきわめて活発に行う傾向がある。5世紀以降の大和朝廷がさかんに朝鮮半島に出兵し、積極的に大陸文化を取り入れていった事実は、これが騎馬民族の創始した国家であることを示唆している。
以上が騎馬民族征服王朝説の骨子であるが、江上はほかに大和朝廷と大陸の騎馬民族の間には政治・社会・軍事・文化など多岐にわたって無数の共通点があることを指摘している。

## 研究史の流れと主要論点
騎馬民族征服王朝説が最初にまとまったかたちで提唱されたのは、戦後まもない1948年（昭和23年）5月の石田英一郎（文化人類学）、岡正雄（民族学）、八幡一郎（考古学）、江上波夫の4人による座談会の席上においてであった。その記録は、翌1949年（昭和24年）2月に「日本民族=文化の源流と日本国家の形成」として『民族学研究』誌で公表された。さらにその改訂増補版が1958年、平凡社より『日本民族の起源』として出版された。騎馬民族説に通じる考え方は、1921年（大正10年）に古代史家喜田貞吉が発表した「日鮮両民族同源論」など、すでに第二次世界大戦以前から存在していたが、江上はそれを考古学・歴史学・民族学などの知見を総合させて日本国家の起源に関する一つの仮説として体系化し、明快で壮大な古代史観を描出した。
しかし、江上説を支持する考古学者はきわめて少なく、ことあるごとに厳しく批判された。騎馬民族説を意識し、これを批判する立場で述べられた諸論文のなかで最重要なものの一つに、1951年（昭和26年）に小林行雄が発表した「上代日本における乗馬の風習」（『史林』34-3）がある。当初の騎馬民族説は、4世紀初頭に崇神が朝鮮半島から九州を経て一挙に畿内に入ったとするものであったため、4世紀段階においては日本列島内で乗馬の風習は認められない、その風習はせいぜい5世紀初頭が上限であるという小林の指摘は大きな意味をもっていた。また、小林行雄をはじめとして前期古墳文化と中期（江上説における後期文化）の間の変化は征服を想定させるような急激なものではないという批判も相次いだ。伊東信雄はさらに騎馬民族の征服による大きな文化変容があったはずなのに、実際には5世紀以降も前方後円墳の造営がいっそう盛行しており、何ら断絶のないことを指摘した。これ以外にも江上説に対する批判は多く、日本古墳出土の初期の馬具はきわめて装飾的な要素を持つ威信材であり実戦向きとはいえない、5世紀の古墳から出土する甲冑の多くは馬上での着用に適しない歩兵戦用のものである、言語の問題では騎馬民族の征服が事実ならば大陸の新しい言語が多数導入されたはずなのに、その形跡がないといった疑問が出された。佐原眞は、伝統的日本文化には家畜の肉や乳の利用、去勢、動物犠牲、車の使用など騎馬民族に特徴的な習慣なり技術なりが欠落していることを指摘した。
歴史学（文献史学）の立場からの反応も、その多くは否定的なものであった。ただし、1952年（昭和27年）に発表された水野祐（日本古代史）の王朝交替説は江上の騎馬民族説と近似する部分があり、水野の説を「ネオ騎馬民族説」と命名した井上光貞（日本古代史）は、「大きな魅力を感じながら、しかもにわかに従えない」と述べて騎馬民族説を1つの学説として高評価を与えるとともに、自らは水野説を批判的に受け継ぎ、九州地方に起源をもつ応神新王朝の存在を唱えた。
これに対し、江上は、上記のような批判や反応を踏まえ、1964年（昭和39年）に「日本における民族の形成と国家の起源」（『東洋文化研究所紀要』32）、1967年（昭和42年）に中央公論社から『騎馬民族国家』を出版して従来の所説をさらに多方面から詳細に論じて深化させ、一部には修正も加え、上述したような崇神・応神2段階の騎馬民族征服王朝説を展開した。
また、上で示したような数々の批判に対して、1964年の東北大学日本文化研究所のシンポジウム「日本国家の起源」や1989年（平成元年）の佐原眞との討論において一部これに答えた。それによれば、騎馬民族は農耕民族とは違って進取の気性に富んでおり、柔軟で適応性が高く、日本列島に住んでいた原住民の「歓迎」を受けて「平和的」に進駐し、半面では征服地で被征服者である倭人の言語や墓制なども採用したという。また、征服者の絶対数はごく少数で、騎兵だけでなく歩兵もともなっていた。さらに、騎馬民族のなかには去勢をおこなわない部族もあるから、日本にそのような習慣がのこらないのも驚くべきことではなく、征服の痕跡がほとんど確認できないのも無理はないとしている。このような「騎馬民族」概念は、佐原をして「融通無碍」、安本美典をして「ひょうたんナマズの構造を持つ説」と評され、江上説にとって不利な証拠をいくら挙げても常に逃げ道が用意されていて水掛け論に終始しがちである。ここにおいて江上の議論は論点の拡散を招いており、同時に「反証不能な仮説」として「科学」の範疇から除外される契機ともなっている。

## 学説に対する疑問・反論

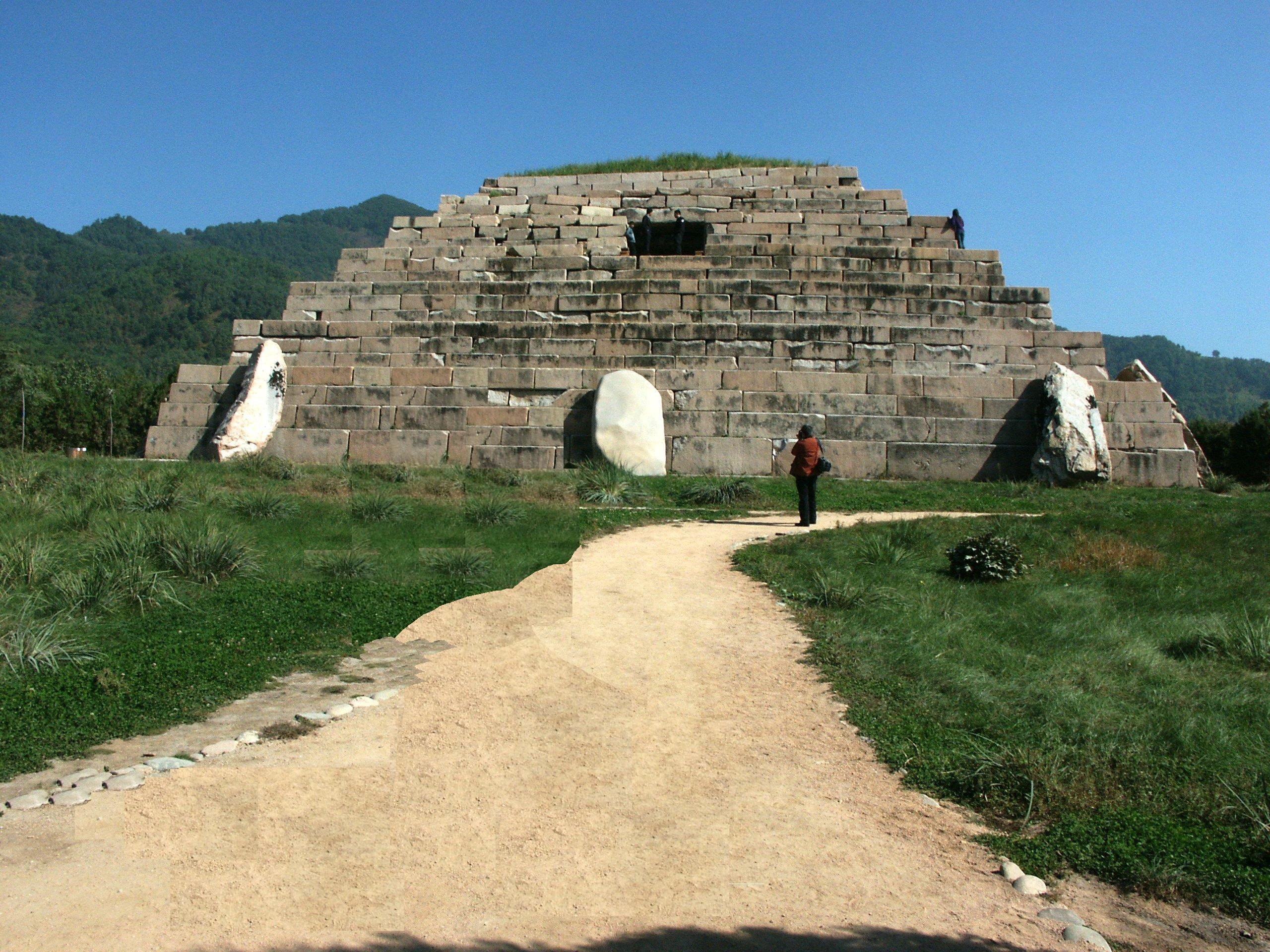
高句麗の積石塚（長寿王の墓と推定）
----
5世紀末葉。中国吉林省集安市。底面は一辺31.58mの方形、高さは12.5m

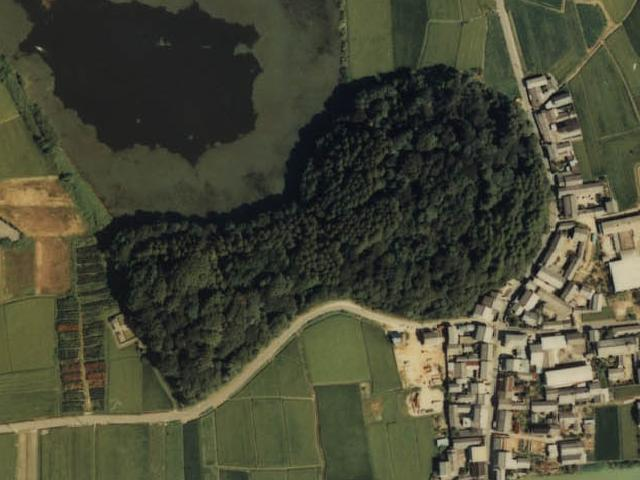
箸墓古墳
----
3世紀後半。奈良県桜井市。全長278m、高さ30m

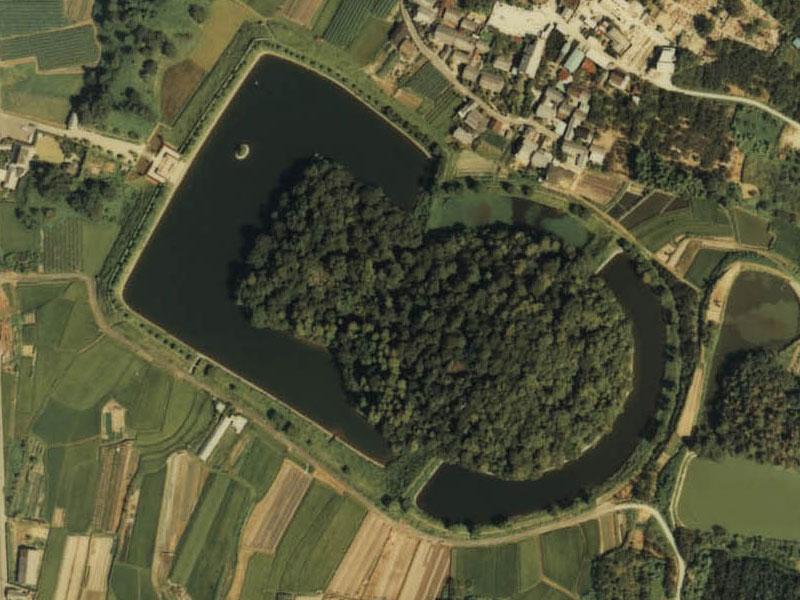
行燈山古墳
----
4世紀前半。奈良県天理市。墳丘長242m、高さ31m

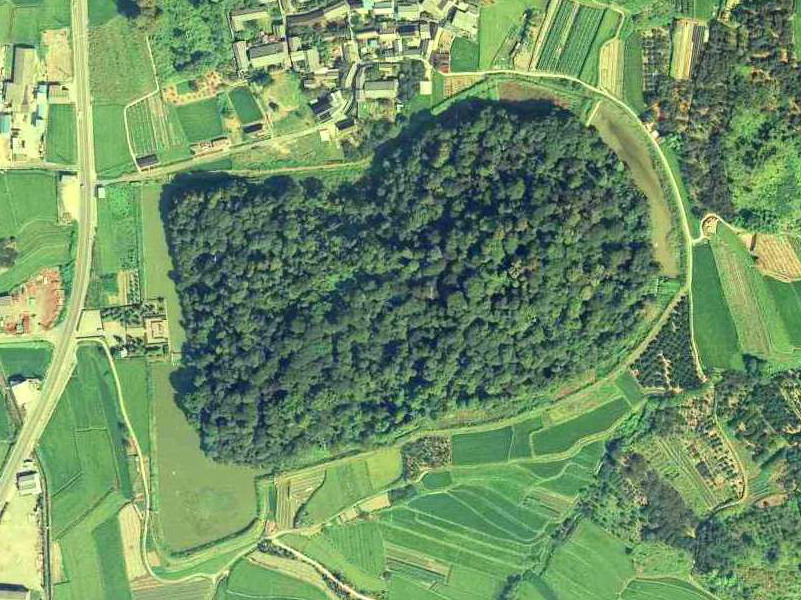
渋谷向山古墳
----
4世紀後半。奈良県天理市。墳丘長300m、高さ25m

騎馬民族征服王朝に対する反論としては、

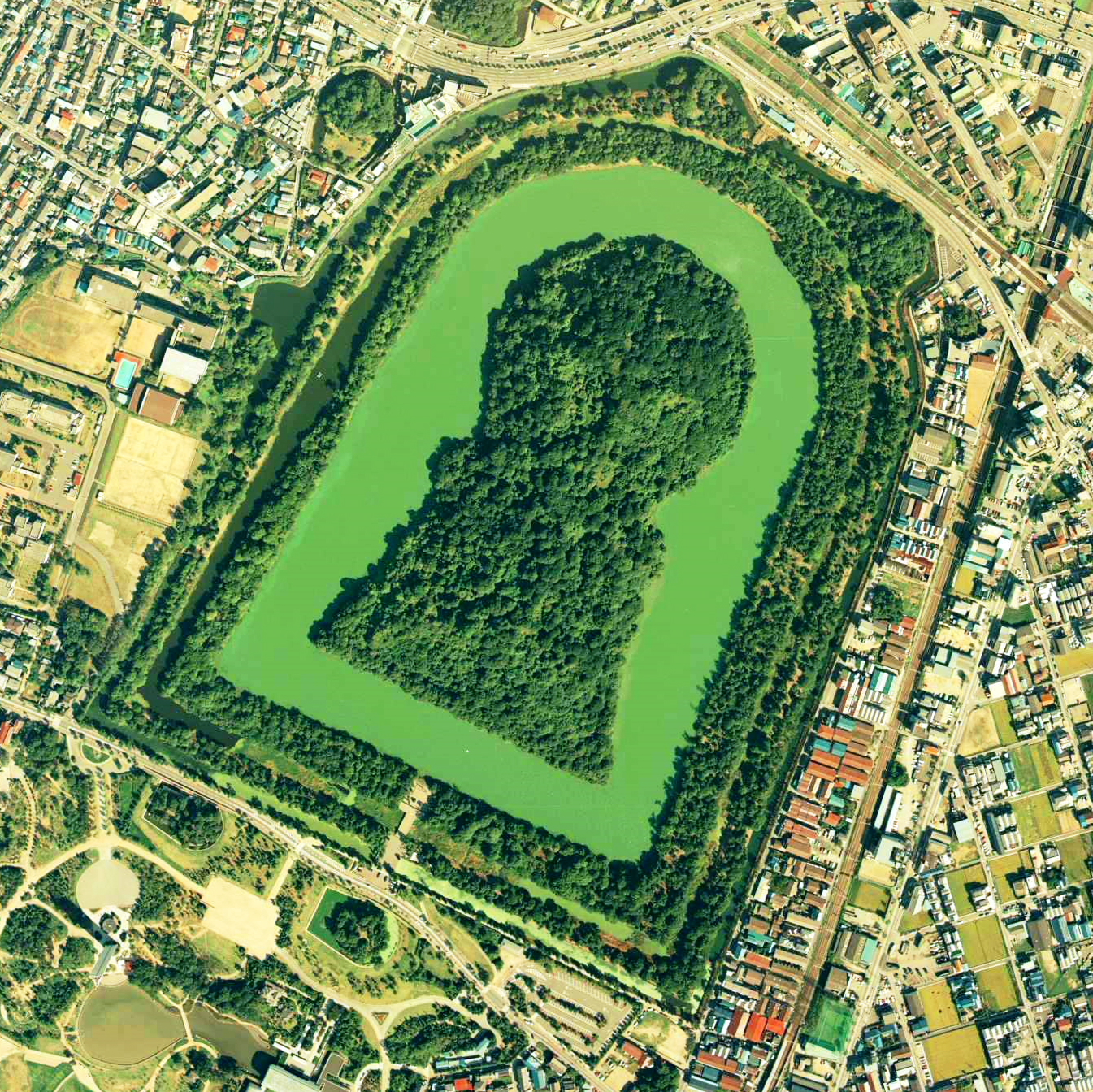
大仙陵古墳
----
5世紀前半。大阪府堺市。墳丘長525m、高さ35.8m

1. 考古学の成果からみて、古墳時代の前期（3世紀-4世紀）と中・後期（5世紀以降）の間には文化に断絶がみられず、強い連続性が認められること[20][21][25][注釈 7]。
2. 「大陸から対馬海峡を渡っての大移動による征服」という大きなイベントにもかかわらず、中国・朝鮮・日本の史書いずれにあっても、その記載はなく、それどころか中国の史書では、日本の国家を、紀元前1世紀から7世紀に至るまで一貫して「倭」の称号を用いており、ここに強い連続性がみられること[26]。
3. 騎馬民族であるという皇室の伝統祭儀や伝承に馬畜に由来するものがみられないこと[27]。また、『記紀』においては征服される側の大国主も馬に乗っており、征服する側で馬に乗ったのは大彦命のみであること[27][注釈 8][注釈 9]。
4. 日本における乗馬の風習の開始は江上が騎馬民族の渡来を想定した4世紀までにはさかのぼらず、5世紀初頭が上限であり、以後、馬の飼養、馬具の国産化が軌道にのって騎馬の風習が一般化したのは5世紀末以降とみられること[20]。
5. 5世紀の古墳から出土する甲冑の多くは馬上での着用に適しない歩兵戦用の短甲を主とした組み合わせであり、また、初期の馬具は装飾的な要素が濃厚で実戦向きとはいえないこと[21][25][注釈 10]。
6. 考古学の成果からは、倭では前方後円墳・前方後方墳・円墳・方墳が平和的秩序のもとに共存しつつ前方後円墳が卓越するあり方を示している（4種共存は他地域にくらべめずらしいあり方である）[28]。なおかつ、高句麗は方丘墓、新羅は円墳かヒョウタン形の双円墳、百済は山腹を加工した円形の墓域を造営するなど、朝鮮半島では加羅を含めて各地域で王陵の形態がそれぞれ異なっている[29]。すなわち、各地域の墓制は政治的なまとまりごとに異なっているとみられること[29]。
7. 日本独自の古墳形式である前方後円墳は、3世紀後半に畿内で発生していることが明らかで、朝鮮半島や中国大陸にそれに相当する古墳は存在せず、4世紀から5世紀にかけて最盛期をむかえ、6世紀に至るまで墳形や分布にとくに際だった断絶がみられないことから、日本の王権が畿内を発祥とする土着の勢力である可能性がきわめて高いこと、及び副葬品も征服を示すものが皆無であり[30]、関東地方や九州で確かに馬具や轡が出土されているが、これは戦闘用のものではなく、一般の乗馬用のものであったり、また持ち主の社会的地位や権威を誇示する威信財としか考えられず、これをもって征服があったとはいえないこと[31]。
8. 弥生時代の日本に稲が伝わり、稲作と米食が始まったが、食用家畜はともなっておらず、その後も有畜農業がみられなかったこと。食用家畜を飼育することによってその肉や乳を利用したり、乳製品や馬乳酒を作るなどの食体系も欠落していること[32]。
9. 近世に至るまで日本では馬や羊のオスを去勢するなど家畜の管理・品種改良をおこなう畜産民的な文化や習慣がほとんど皆無であったこと[32]。また、車の使用など、騎馬民族の多くに特徴的にみられる習慣・技術が欠如していること[32]。
10. 渡来系の人びとには儀式の際には動物を屠る「犠牲」の習慣があるのに、ヤマト王権の即位式には動物犠牲がなく、祈年祭・新嘗祭・大嘗祭といった宮中の重要な祭儀においても犠牲をともなった痕跡がないこと[5][32][注釈 11]。
11. 北方遊牧民のあいだでは馬上からの連射のため、短弓の使用が一般的であるが、日本では戦国時代に至るまで長弓であったこと（後藤守一、金関丈夫）[33][34]。また、刀剣も騎馬民族のものは馬上から振り下ろすため刀身に反りのある刀が一般的だが、日本列島の古墳から出土する刀はすべて直刀であること。
12. 馬をもたなかった北アメリカの先住民が、やがてスペイン人のもたらした馬を受容するや、すぐに有力な騎馬民族になった事例もあること（三品彰英）[34]。
13. 馬具や馬をかたどった埴輪の出土は関東地方や九州に偏在しており、ヤマト王権の本拠地である近畿地方からの出土が希薄であり、全体としても決して大量とはいえないこと。
14. 倭王武の上表文では、「…昔より祖禰みずから甲冑をつらぬき、山川を跋渉して寧処にいとまあらず…（中略）…渡りて海北を平らぐること九十五国…」と記しており、畿内大和を中心とした視点で四方に出兵したという観念が認められ、日本列島外部からの征服をまったく主張していないこと。
15. 遺伝子調査の点では、日本人固有で最多を占める遺伝子はD2系統であり、後から渡来してきたとされる（日本史上のいわゆる渡来人とは一致しない）O2系統遺伝子は江南系統と言われ中国南部地域に見られるが、どちらも騎馬民族系統とはいえないこと。
16. 日本語の基本語彙の中には満州地域や朝鮮語の語彙はほとんどなく、わずかにみられる語彙も「羊」など本来日本にはないもので借用語の可能性の域を出ず、また、高句麗語や百済語などの実態が判明しておらず、漢文以外の文章も残っていないため憶測の域を出ないこと。征服が事実ならば当然征服者である大陸の新しい言語が導入されたはずなのに、そのような痕跡がみられないこと。
17. 『古事記』や『日本書紀』の神話は騎馬民族に特徴的なトーテム獣（トルコ･モンゴルでは狼、朝鮮では熊など）が見られず、比較神話学上別種に分類されるということ。また、神話の諸要素は文化交流の結果から説明できるのであり、必ずしも「征服」を必要としないこと[35]。
18. 江上は、崇神天皇こそ「辰王」の後裔にして倭人の協力のもと北九州に侵攻した任那王であり、日本建国の王だと説くが、崇神天皇には任那（加羅）・北九州のおもかげを示唆するものはまったくなく、『日本書紀』『古事記』『和名抄』のいずれの史料にあっても王宮・陵墓が奈良盆地に所在すると記されており、実際の古墳分布もそれを裏付けていること[36]。「ハツクニシラス」の称号については、江上説に反し、日本国の創始者の意味で使われているのはむしろ神武天皇の方であり、崇神天皇の場合は疫病で人民が死に絶えようというとき、正しい祭祀をほどこしてこれを鎮めた、および四道将軍を四方に派遣して国内を太平に導いた（『古事記』）、人民に調役を課し、天神地祇をよく祀ったので風雨順調で百穀がみのり天下太平となった（『日本書紀』）という功績を称えてあたえられたものだと明示されており、文献上「肇国の創始者」という意味はないこと[36]。「ミマキイリヒコ」にしても、「ミマ」を任那のミマと同一視する根拠はまったくないこと[36][注釈 12]。「ミマキ」は、堅い良材（御真木）とでも解釈した方が、「ミマナ」の「ミマ」だけをとって「ミマキ」イコール「任那の城」などと解釈するよりもはるかに自然であり、また、江上の解釈では、後続する垂仁・景行・成務・仲哀などの名を崇神天皇との関係で整合的に理解することができないこと（小林敏男）[36]。

などがあげられる。
日本には弥生時代後期から古墳時代にかけて倭国と大陸や朝鮮半島との交易や戦火を契機に騎馬文化が流入したとはいえるものの、それは主体的・選択的なものであって、征服による王朝交代によって否応なく受容したものであることを示すような文献資料・考古資料は見つかっていない。
乗馬の風習や騎馬文化が百済や伽耶を通じて倭に伝わってきたことについては多くの学者が認めているおり、江上のように王侯貴族と騎馬軍団が九州を征服した結果だとはみなさないだけである。

## 学説の受容
江上の学説は、日本の考古学研究者の間に賛同者がきわめて少なく、上記のようにさまざまな疑問・反論が唱えられる一方、在野の古代史ファンと一部外国の学者からは熱狂的に支持されており、その意味で「他に類のないめずらしい学説」（穴沢）である。なお、騎馬民族説は漫画にも影響をあたえ、手塚治虫は『火の鳥 黎明編・ヤマト編』でモチーフにした。
天孫降臨や神武東征を含む建国神話が史実ではないことは、すでに江戸時代から多くの学者の知るところであり、戦前の考古学者でも暗黙のうちに常識と了解されていたが、一般の人びとは長期にわたって学校教育などを通じて神話を皇国史観の基礎をなすものとして教え込まれてきたため、敗戦によって皇国史観が否定され、建国にかかわる数々の説話が7世紀から8世紀にかけて天皇の支配を正当化するために造作された政治的所産であるという津田左右吉らの実証史学の成果にふれても俄かには納得できず、多くの人は、建国神話の背景には何らかの史実が隠されているのではないかと考えた。そうした戦前・戦中派の人々にとって、日本皇室の祖先が大陸から渡来したとする、壮大でロマンに満ちた江上の新説は、建国神話の合理的解釈と受け止められたのであった。
江上説を「完全なファンタジーであって、なんら史実上の根拠はない」と述べた東洋史の岡田英弘は、騎馬民族征服王朝説が一世を風靡した理由を次のように挙げている。
1. 『民族学研究』誌上に、江上がはじめて騎馬民族征服王朝説を話した座談会の記録が掲載されたのは、朝鮮戦争前年の1949年であり、朝鮮半島を騎馬民族の大軍が疾風怒涛のごとく南下してくるという古代イメージは、当時の日本人には、目前で起こっていることから連想して、きわめて受け入れられやすいイメージだった。
2. 日本というアイデンティティの起源の説明を提供するものであった。
3. 明治以来の神話の合理化解釈の線に沿っていた。それを具体的に証明したように見えた。
4. 日本建国を騎馬民族征服王朝説のように解釈すると、西ヨーロッパの歴史と対比して、日本史を説明できる。日本は孤立しているのではない、昔からアジアの一員だったのだという感覚も、終戦後ようやく国際社会に受け入れられ、再出発をはかっていた日本人に好感をもって受け入れられた。

一方、江上の騎馬民族説は、北朝鮮および韓国の考古学者や歴史家からきわめて好意的に受け止められた。日本統治下の朝鮮半島では自国の歴史と文化の研究を実質的な支配者である日本人から奪われていたせいもあって、独立回復後はその反動として、強烈なナショナリズムによって自国史が喧伝され、戦前の皇国史観を逆転させて、あたかも日本古代文化のルーツがすべて朝鮮にあるかのような古代史像が作り出された。こうした民族主義史観は、古代日本が朝鮮半島からの移住者の植民地であったかのような主張を生んでいる。北朝鮮の歴史学者金錫亨が1960年代に発表した「三韓三国日本国内分国論」などはその典型である。江上の説は韓国・北朝鮮のエスノセントリズムに依拠した歴史（朝鮮民族主義歴史学）と整合するため、この両国ではたいへん歓迎され、きわめて高い評価があたえられている。
この説が朝鮮半島において特異な受容をされた例として、1995年に北朝鮮で制作された「騎馬民族国家」と題する3部構成の「ドキュメンタリー」番組をあげることができる。江上波夫の原著を基に制作されたこの番組は、好太王碑、古墳壁画、山城、伝説、様々な遺跡・遺物を紹介し、高句麗は朝鮮民族の独立国家かつ強力な自治国家であり、中国の北京まで支配していたと主張している。この「ドキュメンタリー」は、金日成勲章を受賞しており、上映後、学習・教育用教材として活用されている。なお、2009年、当時民主党の代議士だった小沢一郎は、ソウルの国民大学校での講演で騎馬民族征服説を歴史的事実だとして紹介し、韓国内で喝采を浴びている。
騎馬民族説は、奈良県明日香村の高松塚古墳壁画（1972年調査）など騎馬民族文化との類似性を示すような新資料が発見されるたびにマスメディアによってジャーナリスティックに取り上げられたこともあって一般にも著名な学説として知られるようになった。1980年代以降、韓国南部の古代伽耶（任那）の一帯で騎馬民族的要素をもつ新資料が見つかり、日本の古墳の出土品と似た新資料が見つかったことから再び脚光を浴び、江上や韓国の一部の学者は、これこそ騎馬民族が伽耶を根拠地として日本を征服した証しであると主張した。
江上は1992年の著作において、高松塚古墳の被葬者が王侯であることはほぼ間違いなく、その壁画が高句麗の王陵の壁画に酷似していて夫余系とみられること、また、埼玉県行田市で1978年に発見された稲荷山古墳出土鉄剣の銘文における系譜の書き方がユーラシア騎馬民族の書法と同じであること、さらに韓国洛東江流域の釜山広域市東萊郡福泉洞古墳群（金官加羅の地域）、慶尚北道高霊郡の高霊池山洞古墳群（意富加羅（大加羅）の地域）の発掘成果が騎馬民族文化を明示していること、加えて、これら加羅の墳墓と福岡県老司古墳（福岡市南区）および古寺墳墓群（朝倉市池の上）など筑紫の墳墓との間に連続性が認められることをもって自説がほぼ立証されたとしている。そして、1991年に調査された慶尚南道金海市の金海大成洞古墳群が木槨墓、虎形帯鉤、オルドス型ケットル（銅鍑）、殉葬をともなうものであることから、これが夫余系の騎馬民族王朝「辰王朝」の陵墓であることを明証し、「流移の人」辰王の都が一時金官加羅にあったことを示すものだとしている。

## 学説に対する批判・評価
歴史学（文献史学）からは、江上説に対して、以下のような批判、評価がなされている。
- 護雅夫は、「この説に対しては、多くの日本史家は批判的であるが、井上光貞のように、これを高く評価する学者もあり、また、水野祐はネオ騎馬民族説と称される説を唱えた。江上の騎馬民族説の細かい点については多くの疑問がある。」としている[48]。
- 所功は、「あくまでもスケールが大きい仮説に過ぎない。不明確な点が多く定説として受け入れることはできない」と述べている[49]。
- 森安孝夫は、「壮大な騎馬民族説は，敗戦でふさぎ込んでいた大方の日本人に活力を与えた」が「もはや学問的に成立しない」と評している[22]。
- 諫早直人は、「江上氏の指摘するように古墳時代中期に入ってそれまで馬の存在しなかった日本列島に突然、馬と騎馬の風習が伝来したこと自体は否定しようのない事実である」としながらも、その背景に単一騎馬民族による征服活動のような民族移動を認める余地はないと断言している[22]。
- 岡田英弘は、「完全なファンタジーであって、なんら史実上の根拠はない。江上波夫が創作した、新しい神話」としている[41][注釈 18]。
- 鈴木靖民は、「古代史研究の大勢は日本中心の偏った任那史観を乗り越えて、朝鮮史の発展のなかの加耶史本来の理解へとほぼ変革を遂げている。ところが江上説は最近に至るまで一貫して、戦前とほとんど変わることなく、ヤマト王権（朝廷）の朝鮮支配地に置かれた任那日本府の存在を是認し、それが倭韓連合王国、日本の府であるという論を主張し続けるのである。学問の進歩や苦悩・反省と無縁の騎馬民族説は大いに疑問とせざるをえない。」と述べている[50]。また、「先学が巨細に解析するように、騎馬民族説は確かに腑に落ちないところがきわめて多い。論証は必ずしも体系的でなく、断片的でおおざっぱ過ぎる。それとともに江上氏の歴史観・思想には深刻な問題があることもすっかり明白になった。」[51]とし、「本来の騎馬民族説は、古代国家あるいは王権の中に編成される渡来人集団の問題として受け継がれているといえましょうし、素朴な騎馬民族征服説はもう克服されている」とした[52]。

考古学の立場からは、以下のような批判、評価がある。
- 佐原眞は、江上の「騎馬民族」なるものの概念はきわめて「融通無碍」で、自説の都合のよいかたちに自由に変更できることが可能であると批判し、騎馬民族説はもはや「昭和の伝説」であると述べ[53]、「戦時中には、日本神話が史実として扱われ、神武以来の万世一系の歴史が徹底的に教え込まれました。江上説にはそれをうちこわす痛快さ、斬新さがあり、解放感をまねく力がありました。また、人びとの心の奥底では、日本が朝鮮半島や中国などに対して近い過去に行ってきたことの償いの役割を、あるいは果たしたのかもしれません」といっている[54]。
- 安本美典は、「ひょうたんナマズの構造を持つ説（とらえどころのない学説）」としている[24]。
- 田辺昭三は「この説はこれが提唱された時代の要請の中で生まれた産物であり、いくら装いを改めても、もはや現役の学説として正面から取り上げる段階ではない」と評した[53][55]。
- 大塚初重は「多くの考古学者はこの仮説には否定的であったが、アジア大陸での雄大な民族の興亡論にロマンを感じる人も多かった」としている[56]。
- 樋口隆康は、「大陸から対馬海峡を渡っての大移動による征服」という大きなイベントにもかかわらず、中国・朝鮮・日本の史書に揃って何ら記載がない。それどころか中国の史書では、日本の国家を、紀元前1世紀から7世紀に至るまで一貫して「倭」を用いており、何の変化もない」としている[57]。
- 岡内三眞は、江上が騎馬民族がどのようにして日本に侵入し、征服したのか、そしてどのように征服王朝を立てたのかを、考古学の面から何も立証していないと述べている[58]。また、「この仮説は、現代では通用しなくなった戦前の喜田貞吉の「日鮮両民族同源論」を基礎にして、戦前・昭和初期の歴史教育を受けて北京に留学し、軍隊の庇護の下に中国東北地区を闊歩した江上流の資料収集法と旧式研究法に基づいている。」と指摘し、「騎馬民族」や「征服王朝」の用語も厳密に定義されておらず、そのことがこの学説を「いつまでも立証できず、逆に大きく崩れない秘密が隠されている」原因となっていることを指摘している[58][注釈 19]。
- 田中琢は、騎馬民族が国家を形成経営しうる能力を持った優秀な民族で農耕民はその面で劣っていると決め付け、人間集団にラベルを貼るような危険があり、「特定の人間集団を差別視する思想につながる」として江上説を批判している[59]。

しかし、江上説にはより重大な問題点があることが指摘されている。それは、方法論上の問題点であって、小野山節は、1975年の自著において、騎馬民族説は、すでに「過去の学説」とされる帝国主義全盛期のドイツの先史考古学や戦前の一時期にオーストリアで盛んだった文化圏学派の人類学の発想や手法を無批判に採用していることを指摘した。これによれば、江上説は考古学的資料を用いて過去の歴史や社会の動きを復元するうえで誤った前提の上に立っているという。具体的には、
1. 馬具や甲冑をはじめとする考古学的遺物の分布を「騎馬民族」なる民族集団の存在に短絡させたこと
2. 前期古墳文化から後期古墳文化への「考古学的文化」の変化をただちに民族の「移動」「征服」に結び付けたこと
3. 地域文化の内在的発展の可能性を軽視して、外来文化の影響を過大に評価したこと
4. 騎馬民族は「進取的」、農耕民族は「保守的」というように人間と文化の関係を類型化して固定的にとらえ、人間性が環境や社会に対して適応的であり、文化や行動のかたちを変えることができるという重大な事実を見逃していること

などである。かつては「考古学的文化」（一定時期に一定の地理的分布をもつ特定グループの遺構・遺物の組み合わせ）とは、言語や風俗習慣、政治体制を共有した過去の人間集団の痕跡とみなされ、「考古学的文化の変化」は新しい民族がどこからかやってきて先住民族を征服・駆逐したことによるものであると安易に説明されてきた。しかし、文化はときに人種・民族・国家といった枠組みを越えて受容されることが可能であるということが明らかになってきた現代では、このような手法は成り立たなくなっている。

## 水野祐「ネオ騎馬民族説」
1952年、文献史家の水野祐は『日本古代王朝史論序説』を著し、それまで神武天皇以来、日本が万世一系の天皇によって統治されてきたという通念を批判し、『古事記』の崩年干支、記紀の天皇諡号、『日本書紀』に示された空位の分析・検討などの実証的な研究をもとに、古代日本は、血縁関係のない三王朝によって支配されたとする「三王朝交替説」を唱えた。そして、この三王朝を合わせて「大和朝廷」の称号を排して「日本古代王朝」と称した。三王朝とは、崇神天皇を祖とする崇神王朝（古王朝、呪教王朝）、仁徳天皇を祖とする仁徳王朝（中王朝、征服王朝）、継体天皇を祖とする新王朝（統一王朝）の各王朝である。水野説は、井上光貞によって「ネオ騎馬民族説」と命名されたが、それは、水野が騎馬の習俗を有する種族の日本列島侵入を江上が唱える4世紀初頭よりも2ないし3世紀以上古くさかのぼらせて考えるならば、その列島への渡来はある程度認めてもよいと発言したからであった。のちに水野は紀元前2世紀以前ならばツングース系の種族が人種移動し、一時的ではなく、間歇的に少しずつ日本列島に土着し、原住民と混血を重ね同化したという考え方は認めてよいと言い換えている。
井上光貞は水野説を江上の騎馬民族征服王朝説に代わりうる学説という意味もこめて「ネオ騎馬民族説」と呼称したのだったが、水野自身は終始一貫して騎馬民族による日本列島の征服と国家の建設とを結びつける学説には賛同できないと主張していた。三王朝交替説において、水野は仁徳王朝（中王朝）を九州より大和へ移動し、さらに大和を根拠地として次代以降も継続して東方を経略を目指したとみる立場から、呪教王朝たる古王朝、統一王朝たる新王朝との対比から中王朝を「征服王朝」と性格づけたのであって、そこにおける「征服」とはあくまでも日本列島内のことであり、ここでは騎馬民族・騎馬文化はまったく考慮されていない。水野自身は、騎馬の習俗は戦闘において戦車を馬に曳かせる技術よりも後に発達したものであって、「騎馬民族」とは戦闘においてつねに集団的な騎馬戦法を主体とする種族であるとし、日本においては記紀においても、後世にあってもそのようなことがなかったとして江上説を批判している。
今日において、水野の三王朝交替説は、江上の騎馬民族征服王朝説とはあらゆる点で主張が異なるのみならず、多くの点で主張の対立がみられ、これを「ネオ騎馬民族説」と称するのは適切とはいえなくなってきている。

## 騎馬民族征服王朝説の現在
騎馬民族征服王朝説は、古墳時代中葉の変革を、新しく大陸から渡来した騎馬民族の征服によって説明しようとしたものであり、『魏志倭人伝』が第三十巻に配される『三国志』烏丸・鮮卑・東夷伝が記録する、4世紀から5世紀にかけての北方騎馬民族の満蒙から朝鮮半島にわたる農耕地帯への南下、農耕民との混血、既存の文化との混合による建国という、東北アジア世界における大きな民族移動の動きをふまえて構想された仮説である。しかし、江上の唱える、夫余 → 高句麗 → 百済 → 辰王 という南進ルートについては、いくつもの検討課題がのこされている。
まず、夫余については『史記』などの記載によれば、濊族の地の一部に夫余族が入ってきて、そこに残った濊族を支配するようになった可能性もあることから、征服王朝的性格が皆無とはいえないが、『魏志』によれば、「その民は土着し」「東夷の地域でもっとも平坦で、土地は五穀に適している」「性格は勇猛であるが謹み深く、他国へ侵略しない」とあって、農耕主体の定住民であり、侵略も好まず、また実際にその後に南下したという記録も存在しないという事実が挙げられる。また、夫余族が南下して高句麗を建国したという伝説も、李成市（東洋史）の研究によれば、北夫余を奪取した高句麗が、新附の夫余族との融合と夫余の旧領を占有することの正当性と歴史的根拠を主張することをめざした政治的意図によるものであったことが明らかにされ、夫余と高句麗の種族的系譜関係はないものと結論づけられている。考古学的知見においても、高句麗の墓制が積石塚主体であるのに対して夫余の墓制は土壙墓であり、同族関係である可能性はきわめて低い。百済における夫余起源説もまた、後進の百済が高句麗との同源を主張することによって高句麗との対等を主張した政治的主張であり、事実とは考えられない。百済の場合は、3世紀から4世紀にかけて高句麗の南下を想定する余地はあるものの、その場合でも「辰王」に結びつくことは、年代的にも考えられない。辰王もまた夫余とは無関係で、馬韓人であり、しかも韓族全体に君臨した政治的君主であった記録はなく、武田幸男（朝鮮史）による実証的な研究によれば、政治的・軍事的活動とは異なる諸国間の調整を担当する特殊権能を有する王であり、治所であった月支国も、朝鮮半島中部（京畿道南部または忠清南道北部）にあったと考えられる。この王を、日本列島に渡る基盤を形成していた君主とみなすことは難しい。したがって、江上の考古学説の一部である、朝鮮南部に日本の王朝の血筋を求める説に関しては、きわめて根拠が薄いものと結論づけられる。
日本列島における古墳時代中葉の諸変化は、急激な変化ではなく、きわめて漸進的なものである。これに対し、上田正昭（1973年）は水野の三王朝交替説を「応神・仁徳両天皇の代を新王朝とする見解は、ある意味では江上説を承認するもの」としており、古墳時代における前期・中期の間に変化があったとしている。ただし、江上の唱えた「倭韓連合王国」なるものは、称号に対する研究が充分に進んでいない時点での臆説にすぎず、研究の進んだ今日にあってはまったく問題にされていないのが現状である。また、5世紀代の南朝の一王朝である宋が認めた称号は、あくまでも宋主体の称号であって、当時の北東アジア国際社会でどれほど客観的な価値を有するかはまた別問題ではないかという指摘もある。応神・仁徳朝（「河内政権」）で営まれた大規模な前方後円墳もまた、朝鮮半島起源ではなく奈良盆地に起源をもつことは明らかである。
427年、高句麗では、長寿王の時代に国内城（現在の中国吉林省集安市東郊）にあった都城を平壌城（現在は北朝鮮の首都）に遷し、朝鮮半島へ進出した。ただし、広開土王碑文にみられるように長寿王の父にあたる広開土王を顕彰する碑文や王墓は国内城につくられた。騎馬民族征服王朝説を否定する立場からは、5世紀以降、ヤマトの朝廷が大陸から新しい文物や文化を受容したのは、こうした高句麗の南下政策などといった国際情勢に対応するため、朝鮮半島に出兵し、朝鮮半島南部の鉄資源の確保を目指して、意識的、選択的になされた変化だととらえられる。
神話に関しては、むしろ、大林太良などは、日本の神話伝説をベトナムや朝鮮半島、ミャンマー、スリランカなどの神話と比較して、その独立性を指摘しており、また「国生み神話」などにみられるように、記紀では、神話や王権の舞台として島々（大八島）を念頭に置いており、大陸に起源を求めていないことはよく知られている。一方、近年盛んな遺伝子の研究からは、ユーラシア・ステップのアルタイ系騎馬民族に高頻度にみられるY染色体ハプログループC-M86が東日本ではゼロであるものの、九州と徳島でそれぞれ3.8％、1.4％確認されており、時期は不明ながら、「騎馬民族」系統の小規模な流入があったことを支持する結果となっている。
2002年、読売新聞は、騎馬民族説は「昭和の伝説」となったが、江上の学者としての真価はむしろ、日本の考古学に海外調査への道を開いたという点にあると報じた。森安孝夫によると、佐原眞『騎馬民族は来なかった』（1993年、NHKブックス）が出版された時には、江上について、世間からそんなトンデモ学説を唱えた人が東大名誉教授で文化勲章まで受賞しているのかと揶揄されたが、2010年代には再評価の動きが出ているという。